# Чемпіонат Європи з футболу 2016 (кваліфікаційний раунд, група H)
Матчі Групи H кваліфікаційного раунду Євро-2016 тривали з вересня 2014 по жовтень 2015. Путівки на турнір здобули збірні Італії та Хорватії, а збірній Норвегії необхідно зіграти в матчах плей-оф для можливості участі в Євро.
| М  | Команда     | І  | В | Н | П | МЗ | МП | РМ  | О  |
| -- | ----------- | -- | - | - | - | -- | -- | --- | -- |
| 1. | Італія      | 10 | 7 | 3 | 0 | 16 | 7  | +9  | 24 |
| 2. | Хорватія[b] | 10 | 6 | 3 | 1 | 20 | 5  | +15 | 20 |
| 3. | Норвегія    | 10 | 6 | 1 | 3 | 13 | 10 | +3  | 19 |
| 4. | Болгарія    | 10 | 3 | 2 | 5 | 9  | 12 | −3  | 11 |
| 5. | Азербайджан | 10 | 1 | 3 | 6 | 7  | 18 | −11 | 6  |
| 6. | Мальта      | 10 | 0 | 2 | 8 | 3  | 16 | −13 | 2  |

b У матчі Хорватія-Італія на газоні було помічене зображення свастики, через що контрольно-дисциплінарна та етична інстанція УЄФА ухвалила рішення зняти з хорватів 1 очко. Федерація футболу Хорватії подала апеляцію на це рішення. Слухання відбулося 17 вересня 2015, на якому апеляція була відхилена.

## Матчі
| 9 вересня 2014 18:00 (21:00 UTC+5) |

| Азербайджан | 1 – 2           | Болгарія                      |
| ----------- | --------------- | ----------------------------- |
| Назаров 54' | Протокол(англ.) | Мицанський 14' В. Христов 87' |

| Бакселл Арена, Баку Глядачів: 11 000 Арбітр: Алон Єфет (Ізраїль) |

| 9 вересня 2014 20:45 (20:45 UTC+2) |

| Хорватія                | 2 – 0           | Мальта |
| ----------------------- | --------------- | ------ |
| Модрич 46' Крамаріц 81' | Протокол(англ.) |        |

| Максимір, Загреб Глядачів: 8 333 Арбітр: Владислав Безбородов (Росія) |

| 9 вересня 2014 20:45 (20:45 UTC+2) |

| Норвегія | 0 – 2           | Італія                 |
| -------- | --------------- | ---------------------- |
|          | Протокол(англ.) | Дзадза 16' Бонуччі 62' |

| Уллевал, Осло Глядачів: 26 265 Арбітр: Милорад Мажич (Сербія) |

| 10 жовтня 2014 20:45 (21:45 UTC+3) |

| Болгарія | 0 – 1           | Хорватія         |
| -------- | --------------- | ---------------- |
|          | Протокол(англ.) | Бодуров 36' (аг) |

| Васил Левський, Софія Глядачів: 30 062 Арбітр: Антоніо Матео Лаос (Іспанія) |

| 10 жовтня 2014 20:45 (20:45 UTC+2) |

| Італія            | 2 – 1           | Азербайджан       |
| ----------------- | --------------- | ----------------- |
| К'єлліні 44', 82' | Протокол(англ.) | К'єлліні 76' (аг) |

| Стадіо Ренцо Барбера, Палермо Глядачів: 30 000 Арбітр: Гюсейн Геджек (Туреччина) |

| 10 жовтня 2014 20:45 (20:45 UTC+2) |

| Мальта | 0 – 3           | Норвегія               |
| ------ | --------------- | ---------------------- |
|        | Протокол(англ.) | Делі 22' Кінг 26', 49' |

| Національний стадіон, Та'Калі Глядачів: 3 000 Арбітр: Антоні Готьє (Франція) |

| 13 жовтня 2014 20:45 (20:45 UTC+2) |

| Хорватія                                                                        | 6 – 0           | Азербайджан |
| ------------------------------------------------------------------------------- | --------------- | ----------- |
| Крамаріц 11' Перишич 34', 45' Брозович 45+1' Модрич 57' (пен.) Садигов 61' (аг) | Протокол(англ.) |             |

| Градскі врт, Осієк Глядачів: 15 000 Арбітр: Штефан Штудер (Швейцарія) |

| 13 жовтня 2014 20:45 (20:45 UTC+2) |

| Мальта | 0 – 1           | Італія    |
| ------ | --------------- | --------- |
|        | Протокол(англ.) | Пелле 24' |

| Національний стадіон, Та'Калі Глядачів: 16 942 Арбітр: Овідіу Гацеган (Румунія) |

| 13 жовтня 2014 20:45 (20:45 UTC+2) |

| Норвегія                     | 2 – 1           | Болгарія    |
| ---------------------------- | --------------- | ----------- |
| Т. Ельюнуссі 13' Нільсен 72' | Протокол(англ.) | Бодуров 43' |

| Уллевал, Осло Глядачів: 18 990 Арбітр: Олегаріу Бенкеренса (Португалія) |

| 16 листопада 2014 18:00 (21:00 UTC+4) |

| Азербайджан | 0 – 1           | Норвегія      |
| ----------- | --------------- | ------------- |
|             | Протокол(англ.) | Нордтвейт 25' |

| Бакселл Арена, Баку Глядачів: 8 000 Арбітр: Євген Арановський (Україна) |

| 16 листопада 2014 20:45 (21:45 UTC+2) |

| Болгарія     | 1 – 1           | Мальта            |
| ------------ | --------------- | ----------------- |
| Галабинов 6' | Протокол(англ.) | Файлла 49' (пен.) |

| Васил Левський, Софія Глядачів: 600 Арбітр: Мартін Стрембергссон (Швеція) |

| 16 листопада 2014 20:45 (20:45 UTC+1) |

| Італія       | 1 – 1           | Хорватія    |
| ------------ | --------------- | ----------- |
| Кандрева 11' | Протокол(англ.) | Перишич 15' |

| Сан Сіро, Мілан Глядачів: 63 122 Арбітр: Бйорн Кейперс (Нідерланди) |

| 28 березня 2015 18:00 (21:00 UTC+4) |

| Азербайджан               | 2 – 0           | Мальта |
| ------------------------- | --------------- | ------ |
| Гусейнов 4' Назаров 90+2' | Протокол(англ.) |        |

| Республіканський стадіон ім. Тофіка Бахрамова, Баку Глядачів: 14 600 Арбітр: Халіс Озках'я (Туреччина) |

| 28 березня 2015 18:00 (18:00 UTC+1) |

| Хорватія                                                         | 5 – 1           | Норвегія  |
| ---------------------------------------------------------------- | --------------- | --------- |
| Брозович 30' Перишич 53' Олич 65' Шильденфельд 87' Праньїч 90+4' | Протокол(англ.) | Тетті 80' |

| Максимір, Загреб Глядачів: 23 920 Арбітр: Карлос Веласко Карбальйо (Іспанія) |

| 28 березня 2015 20:45 (21:45 UTC+2) |

| Болгарія                 | 2 – 2           | Італія                 |
| ------------------------ | --------------- | ---------------------- |
| Попов 11' Мицанський 17' | Протокол(англ.) | Минєв 4' (аг) Едер 84' |

| Васил Левський, Софія Глядачів: 10 359 Арбітр: Дамир Скомина (Словенія) |

| 12 червня 2015 20:45 (20:45 UTC+2) |

| Хорватія      | 1 – 1           | Італія              |
| ------------- | --------------- | ------------------- |
| Манджукич 11' | Протокол(англ.) | Кандрева 36' (пен.) |

| Стадіон Полюд, Спліт Глядачів: 0 Арбітр: Мартін Аткінсон (Англія) |

| 12 червня 2015 20:45 (20:45 UTC+2) |

| Мальта | 0 – 1           | Болгарія     |
| ------ | --------------- | ------------ |
|        | Протокол(англ.) | І. Попов 56' |

| Національний стадіон, Та'Калі Глядачів: 3 924 Арбітр: Александар Ставрев (Македонія) |

| 12 червня 2015 20:45 (20:45 UTC+2) |

| Норвегія | 0 – 0           | Азербайджан |
| -------- | --------------- | ----------- |
|          | Протокол(англ.) |             |

| Уллевал, Осло Арбітр: Павел Гіл (Польща) |

| 3 вересня 2015 18:00 (21:00 UTC+5) |

| Азербайджан | 0 – 0           | Хорватія |
| ----------- | --------------- | -------- |
|             | Протокол(англ.) |          |

| Бакселл Арена, Баку Арбітр: Рудді Буке (Франція) |

| 3 вересня 2015 20:45 (21:45 UTC+3) |

| Болгарія | 0 – 1           | Норвегія   |
| -------- | --------------- | ---------- |
|          | Протокол(англ.) | Форрен 57' |

| Васил Левський, Софія Арбітр: Бас Нейгуйс (Нідерланди) |

| 3 вересня 2015 20:45 (20:45 UTC+2) |

| Італія    | 1 – 0           | Мальта |
| --------- | --------------- | ------ |
| Пелле 69' | Протокол(англ.) |        |

| Артеміо Франкі, Флоренція Арбітр: Іван Кружляк (Словаччина) |

| 6 вересня 2015 18:00 (18:00 UTC+2) |

| Мальта                 | 2 – 2           | Азербайджан         |
| ---------------------- | --------------- | ------------------- |
| Міфсуд 55' Еффіонг 71' | Протокол(англ.) | Аміргулієв 36', 80' |

| Національний стадіон, Та'Калі Арбітр: Гаральд Лехнер (Австрія) |

| 6 вересня 2015 18:00 (18:00 UTC+2) |

| Норвегія                    | 2 – 0           | Хорватія |
| --------------------------- | --------------- | -------- |
| Бергет 51' Чорлука 69' (аг) | Протокол(англ.) |          |

| Уллевал, Осло Арбітр: Віктор Кашшаї (Угорщина) |

| 6 вересня 2015 20:45 (20:45 UTC+2) |

| Італія             | 1 – 0           | Болгарія |
| ------------------ | --------------- | -------- |
| Де Россі 6' (пен.) | Протокол(англ.) |          |

| Стадіо Ренцо Барбера, Палермо Арбітр: Сергій Карасьов (Росія) |

| 10 жовтня 2015 18:00 (21:00 UTC+5) |

| Азербайджан | 1 – 3           | Італія                               |
| ----------- | --------------- | ------------------------------------ |
| Назаров 31' | Протокол(англ.) | Едер 11' Ель-Шаараві 43' Дарміан 65' |

| Національний стадіон, Баку Арбітр: Вільям Каллам (Шотландія) |

| 10 жовтня 2015 18:00 (18:00 UTC+2) |

| Норвегія                 | 2 – 0           | Мальта |
| ------------------------ | --------------- | ------ |
| Теттей 19' Седерлунн 52' | Протокол(англ.) |        |

| Уллевал, Осло Арбітр: Арнольд Гантер (Північна Ірландія) |

| 10 жовтня 2015 20:45 (20:45 UTC+2) |

| Хорватія                           | 3 – 0           | Болгарія |
| ---------------------------------- | --------------- | -------- |
| Перишич 2' Ракитич 42' Калинич 81' | Протокол(англ.) |          |

| Максимір, Загреб Глядачів: 0 Арбітр: Артур Соареш Діаш (Португалія) |

| 13 жовтня 2015 20:45 (21:45 UTC+3) |

| Болгарія                     | 2 – 0           | Азербайджан |
| ---------------------------- | --------------- | ----------- |
| Александров 20' Рангелов 56' | Протокол(англ.) |             |

| Васил Левський, Софія Арбітр: Тамаш Богнар (Угорщина) |

| 13 жовтня 2015 20:45 (20:45 UTC+2) |

| Італія                 | 2 – 1           | Норвегія   |
| ---------------------- | --------------- | ---------- |
| Флоренці 73' Пелле 82' | Протокол(англ.) | Теттей 23' |

| Олімпійський стадіон, Рим Арбітр: Фелікс Брих (Німеччина) |

| 13 жовтня 2015 20:45 (20:45 UTC+2) |

| Мальта | 0 – 1           | Хорватія    |
| ------ | --------------- | ----------- |
|        | Протокол(англ.) | Перишич 25' |

| Національний стадіон, Та'Калі Арбітр: Марк Клаттенбург (Англія) |

## Тур за туром
| Команда / Тур | 01 | 02 | 03 | 04 | 05 | 06 | 07 | 08 | 09 | 10 |
| ------------- | -- | -- | -- | -- | -- | -- | -- | -- | -- | -- |
| Італія        | 1  | 1  | 2  | 2  | 2  | 2  | 1  | 1  | 1  | 1  |
| Хорватія      | 2  | 2  | 1  | 1  | 1  | 1  | 2  | 3  | 3  | 2  |
| Норвегія      | 6  | 3  | 3  | 3  | 3  | 3  | 3  | 2  | 2  | 3  |
| Болгарія      | 3  | 4  | 4  | 4  | 4  | 4  | 4  | 4  | 4  | 4  |
| Азербайджан   | 4  | 5  | 5  | 6  | 5  | 5  | 5  | 5  | 5  | 5  |
| Мальта        | 5  | 6  | 6  | 5  | 6  | 6  | 6  | 6  | 6  | 6  |

## Найкращі бомбардири
6 голів
- Іван Перишич

3 голи
- Дімітрій Назаров
- Граціано Пелле
- Александер Теттей